# Janez I. Jožef Lihtenštajnski
Janez I. Jožef Lihtenštajnski (nemško Johann Joseph Fürst von Liechtenstein, Herzog von Troppau und Jägerndorf), avstrijski feldmaršal, * 26. junij 1760, Dunaj, † 20. april 1836, Dunaj.
1. 1 2  Lundy D. R. The Peerage
2. 1 2 3 4  Dr. Constant v. Wurzbach Liechtenstein, Johann Fürst // Biographisches Lexikon des Kaiserthums Oesterreich: enthaltend die Lebensskizzen der denkwürdigen Personen, welche seit 1750 in den österreichischen Kronländern geboren wurden oder darin gelebt und gewirkt haben — Wien: 1856. — Vol. 15. — S. 148.
3. 1 2  Arhiv likovne umetnosti — 2003.